# فرودگاه هینچ
فرودگاه هینچ (به انگلیسی: Hinche Airport) یک فرودگاه همگانی است که یک باند فرود سنگفرش دارد و طول باند آن ۹۱۴ متر است. این فرودگاه در شهر هینچ کشور هائیتی قرار دارد .